# 曹榮 (光緒進士)
曹榮，山西省平陽府臨汾縣人，清朝政治人物。進士出身。

## 生平
光緒二年（1876年），參加丙子恩科會試，得貢士第58名。殿試登進士2甲第145名。同年五月（6月3日），著分六部學習。